# NGC 1230
NGC 1230 é uma galáxia lenticular (S0) localizada na direcção da constelação de Eridanus. Possui uma declinação de -22° 59' 02" e uma ascensão recta de 3 horas, 08 minutos e 16,3 segundos.
A galáxia NGC 1230 foi descoberta em 1886 por Frank Leavenworth.